# Żbik (jezioro)
Żbik (potocznie Mały Żbik) – niewielkie jezioro (ok. 1,2 ha) położone w Olsztynie na terenie osiedla Redykajny. Obecnie jezioro zarasta i dostęp do niego jest utrudniony.
Jezioro jest często mylone z pobliskim większym jeziorem Tyrsko, które potocznie nazywane jest również Żbik. Tyrsko leży na zachód od niego, na mapach oznaczane czasem nazwą Tyrsko (Żbik) lub nazywane dla odróżnienia Duży Żbik.